# Positivitat corporal

L'escultura de bronze, Jag tänker på mig själv - Växjö ("estic pensant en mi mateixa - Växjö") de Marianne Lindberg De Geer, 2005, a l'exterior del museu d'art de Växjö, Suècia. La seva demostració d'una dona prima i una dona grossa és una manifestació contra l'obsessió de la societat moderna amb com mirem als altres. L'escultura ha estat una font de controvèrsia a la ciutat: les dues estàtues van ser atacades i reparades durant 2006.

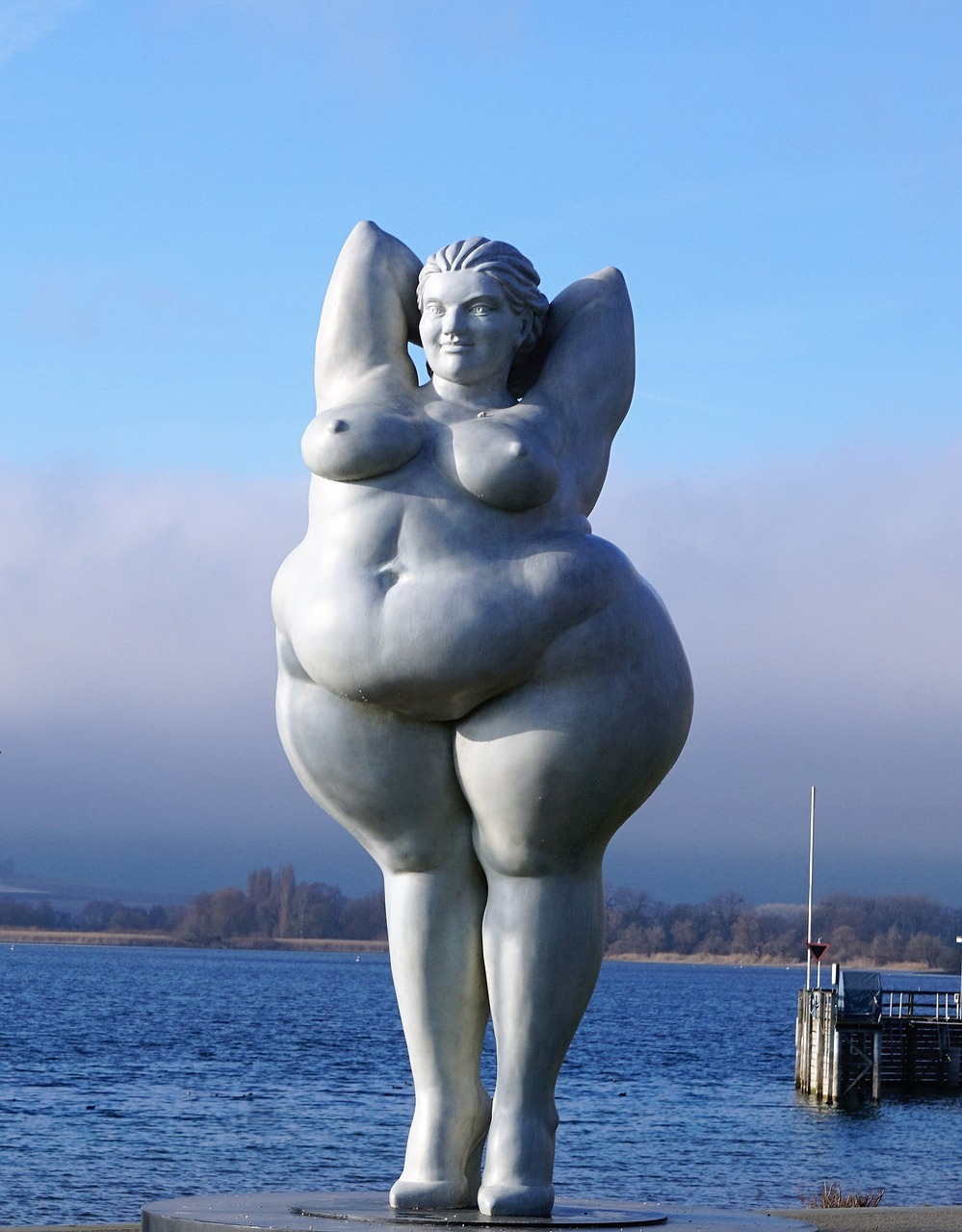
En aquesta fotografia es pot veure Yolanda, una estàtua de resina creada per Miriam Lenk. L'artista diu que Yolanda és "Una icona per a les dones amb confiança en si mateixes... Yolanda ocupa l'espai disponible i no es preocupa per les objeccions."

Positivitat corporal (en anglés: Body Positive o Body Positivity) és un moviment que propugna l'acceptació positiva del propi cos. És un moviment social creat per apoderar les persones amb sobrepès, alhora que desafiar i qüestionar les maneres en què la societat presenta i observa el cos humà. El moviment defensa l'acceptació de tots els cossos independentment del seu grau de discapacitat, mida, gènere, raça o aspecte.

## Punts de vista
Les persones activistes Body-positive creuen que la mida dels cossos és, igual que el grau de discapacitat, el gènere, la raça o l'aparença, una de les moltes maneres en què els nostres cossos estan col·locats en una jerarquia de poder i atractiu o desitjabilitat. El moviment té com a objectiu desafiar els estàndards de bellesa, construir una imatge positiva sobre el cos i millorar l'autoestima. Un pilar central defensa que la bellesa és una construcció de la societat i que aquesta construcció no hauria de determinar la confiança o autoestima de cada individu. Les persones són incentivades a estimar-se a si mateixes independentment de les seves característiques físiques.
El moviment body-positive té les arrels en el moviment d'acceptació de les persones grasses així com la National Association to Advance Fat Acceptance. El body-positive difereix del moviment d'acceptació de les persones grasses en què abasta i inclou tots els tipus de cos, mentre que l'acceptació de les persones grasses només defensa els individus considerats obesos o amb sobrepès. El moviment defensa que ni l'obesofòbia ni la discriminació contra persones primes són acceptables, i que tots els tipus de cossos haurien de ser celebrats.
El Body-positive està percebut com la celebració de l'aspecte físic de cadascú tal com és, i les dones són animades a defensar l'acceptació del pèl corporal, els líquids corporals, la menstruació, i a desafiar les idees preconcebudes respecte a com les dones han de ser vistes en societat.

## Psicologia
Un objectiu principal del moviment Body-positive és la millora del benestar psicològic de l'individu, especialment en aquells que pateixen d'una imatge negativa del seu propi cos. S'ha descobert que una mala imatge sobre el propi cos pot ser el causant d'una varietat de problemes de salut física i mental, incloent anorèxia, bulímia, depressió i trastorn dismòrfic corporal. Els participants són animats a veure l'auto-acceptació i l'auto-amor com atributs que dignifiquen la persona.

## Crítiques al moviment
El moviment body-positive ha estat criticat per incitar a portar estils de vida que poguessin afectar negativament la salut. Una crítica recurrent és que una aprovació excessiva de les persones obeses i amb sobrepès pot portar a dissuadir-los d'intentar millorar la seva salut. Entre els professionals de la salut l'afinitat amb el moviment és molt baixa. Un estudi de 2012 va mostrar que entre una mostra de 1.130 dietistes, nutricionistes, infermers i doctors, només l'1,4% va tenir "actituds positives o neutres" pel que fa a l'excés de greix corporal. Segons el doctor Aditi G Jha, "l'obesitat és el primer factor de risc associat amb la diabetis, la hipertensió i la infertilitat." El moviment body-positive és de vegades considerat una "negació de la ciència".